# Woldstedtius abditus
Woldstedtius abditus är en stekelart som först beskrevs av Diller 1980.  Woldstedtius abditus ingår i släktet Woldstedtius och familjen brokparasitsteklar. Inga underarter finns listade i Catalogue of Life.